# Гоббо, Ренцо
Ренцо Гоббо  (итал. Roberto Breda; 13 января 1961, Кастельфранко-Венето, Италия) — итальянский футболист и футбольный тренер.

## Биография
Начинал свою карьеру полузащитник в клубе «Монтебеллуна». Три сезона выступал в Серии A за «Комо». Всего в итальянской элите сыграл 70 матчей и забил пять мячей. В 1981 году Гоббо отметился одним поединком за молодежную сборную Италии. Большую же часть своей карьеры Гоббо провел в низших лигах.
Свою тренерскую карьеру начал там же — в клубе «Сондрио». Некоторое время Гоббо параллельно продолжал в нем выходить на поле. В 2006 году итальянец был одним из кандидатов на пост главного тренера сборной Казахстана. Но вместо работы в национальной команде он вошел в тренерский штаб Франческо Гвидолина в «Палермо». В апреле после его отставки Гоббо вместе с наставником молодежного состава «орлов» Розарио Перголицци возглавил команду до конца сезона в Серии А.
После своего ухода из «Палермо» специалист вновь некоторое время трудился в низших лигах. С 2013 года он является техническим директором академии нигерийского столичного клуба «Абуджа».